# تويوتا كامري سولارا
تويوتا كامري سولارا والاسم الشائع لها تويوتا سولارا (بالإنجليزية: كامري تعني التاج وسولارا من الشمس)‏ هي سيارة رياضية متوسطة الحجم تنتجها شركة تويوتا للسيارات. تم إنتاجها تلبية لأصحاب وعشاق طراز كامري ولطابعها الرياضي.
أضافت تويوتا عام 1994م نسخة كوبيه من طراز كامري وهي كامري كوبيه لمنافسة طراز هوندا أكورد وغيرها من سيارات هذه الفئة، لكن لم تحقق مبيعات جيدة مقارنة بالنسخة الأصلية من كامري فانتهى إنتاجها عام 1997م. أتى قرار تويوتا عام 1999م ب إنتاج طراز كامري سولارا بتصميم مستقل وذلك للمنافسة في فئة السيارات الرياضية المتوسطة الحجم.